# Graciella mariettae
Graciella mariettae là một loài bọ cánh cứng trong họ Cerambycidae.